# Vedtrattskivling
Vedtrattskivling (Ossicaulis lignatilis) är en svampart som först beskrevs av Christiaan Hendrik Persoon, och fick sitt nu gällande namn av Redhead & Ginns 1985. Vedtrattskivling ingår i släktet Ossicaulis och familjen Lyophyllaceae.  Arten är reproducerande i Sverige. Inga underarter finns listade i Catalogue of Life.